# 쏜베리의 가족 탐험대 - 극장판
《쏜베리의 가족 탐험대 - 극장판》(영어: The Wild Thornberrys Movie)은 미국에서 제작된 제프 맥그래스 감독의 2002년 모험 애니메이션 영화이다. 레이시 셔베어 등이 목소리 출연하였고, 추포 가보르 등이 제작에 참여하였다.
2003년 제75회 아카데미상에서 폴 사이먼이 작곡한 "Father and Daughter"이 주제가상 후보에 올랐으나 《8 마일》(2002) 주제가인 에미넴의 "Lose Yourself"에게 상이 돌아갔다.
2003년 6월 13일 "야! 러그래츠"와의 크로스오버 속편 영화 《야! 러그래츠: 무인도 대모험》이 개봉하였다.

## 목소리 출연
- 레이시 셔베어
- 팀 커리
- 조디 칼라일
- 대니엘 해리스
- 플리
- 톰 케인
- 린 레드그레이브
- 루퍼트 에버릿
- 머리사 토메이
- 브록 피터스
- 앨프리 우더드
- 킴벌리 브룩스
- 크리 서머
- 브렌다 블레신
- 오바 바바툰데
- 케빈 마이클 리처드슨
- 멀리사 그린스펀
- 태라 스트롱
- 힌든 월치
- 메이 휘트먼
- 제프 쿠프우드
- 빌리 브라운
- 키스 새러바이카
- 얼 보언
- 이언 애버크롬비

## 기타 제작진
- 공동 제작: 노턴 버지언
- 배역: 바버라 라이트
- 작곡: 랜디 커버